# Maladies en rapport avec les mutations du gène IRF6
Les maladies en rapport avec les mutations du gène IRF6 comprennent un ensemble de phénotypes qui vont du syndrome de Van der Woude au syndrome de la bride poplitée :
- le syndrome de Van der Woude est caractérisé par la présence, le plus souvent bilatéral, de fistule au niveau de la lèvre inférieure ou quelquefois des petites excroissances, de fente labiale, de fente palatine, soit isolée soit associée ;
- le syndrome de la bride poplitée est l'association de fente labiale et/ou palatine, fistule de la lèvre inférieure, de brides cutanées situées entre le bassin et le talon, des anomalies des organes génitaux externes (scrotum bifide, cryptorchidie chez les garçons ; hypoplasie des grandes lèvres chez les filles), syndactylie des doigts et des orteils et des anomalies des ongles. Des brides cutanées entre la mâchoire inférieure et supérieure (syngnathie) et entre les paupières supérieures et inférieures (ankyloblépharon) sont parfois présentes. La présence d'un repli cutané recouvrant l'ongle du gros orteil est pathognomonique de la maladie.

L'intelligence et la croissance dans ces deux phénotypes sont normaux.
Le diagnostic est clinique. Des mutations du gène IRF6 sont décelées dans 60 à 85 % des phénotypes.
La transmission est autosomique dominante.